# Матушовиці
Матушовиці (пол. Matuszowice, нім. Matzdorf) — село в Польщі, у гміні Туплиці Жарського повіту Любуського воєводства.
Населення — 51 особа (2011).
У 1975-1998 роках село належало до Зеленогурського воєводства.

## Демографія
Демографічна структура станом на 31 березня 2011 року:
|          | Загалом | Допрацездатний вік | Працездатний вік | Постпрацездатний вік |
| -------- | ------- | ------------------ | ---------------- | -------------------- |
| Чоловіки | 26      | 3                  | 19               | 4                    |
| Жінки    | 25      | 5                  | 12               | 8                    |
| Разом    | 51      | 8                  | 31               | 12                   |